# Žalm 2

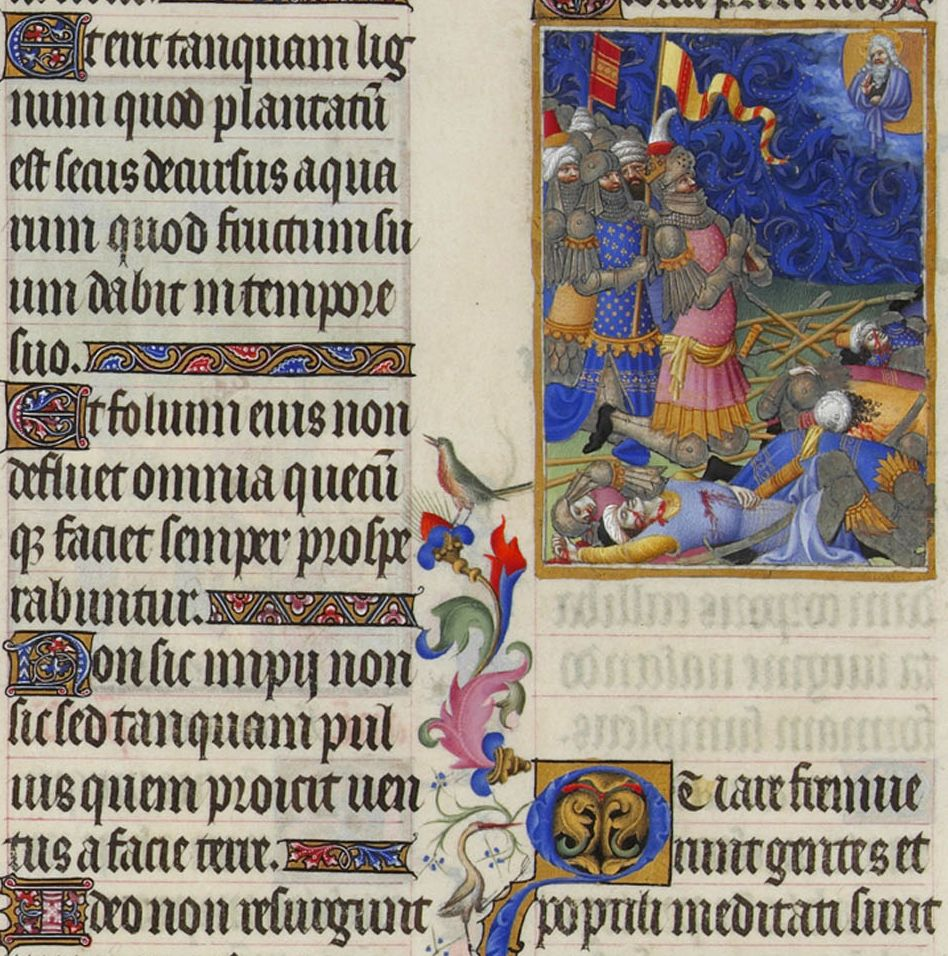
Vyobrazení Hospodina hovořícího v hněvu a začátek žalmu v Přebohatých hodinkách vévody z Berry (Muzeum Condéů, Chantilly)

Žalm 2 (Proč se pohané bouří, též Proč se pronárody bouří, lat. Quare fremuerunt gentes) je součástí starozákonní Knihy žalmů. Patří do 1. knihy žalmů, mezi Davidovské žalmy a je pokračováním prvního žalmu.

## Text
| verš | hebrejský originál                                             | český překlad                                                                                              | latinský překlad (Vulgata)                                                                             |
| ---- | -------------------------------------------------------------- | --- | --- |
| 1    | לָמָּה רָֽגְשׁ֣וּ גוֹיִ֑ם וּ֜לְאֻמִּ֗ים יֶהְגּוּ־רִֽיק                                  | Proč se pohané bouří, proč národy strojí marné plány?                                                      | Quare fremuerunt gentes, et populi meditati sunt inania?                                               |
| 2    | יִֽתְיַצְּב֨וּ \| מַלְכֵי־אֶ֗רֶץ וְרֽוֹזְנִ֥ים נֽוֹסְדוּ־יָ֑חַד עַל־יְ֜הֹוָה וְעַל־מְשִׁיחֽוֹ         | Pozdvihují se pozemští králové a vladaři se spolu umlouvají proti Hospodinu a jeho Pomazanému.             | Astiterunt reges terrae, et principes convenerunt in unum adversus Dominum, et adversus christum ejus. |
| 3    | נְֽנַתְּקָה אֶת־מֽוֹסְרוֹתֵ֑ימוֹ וְנַשְׁלִ֖יכָה מִמֶּ֣נּוּ עֲבֹתֵֽימוֹ                         | „Rozlámejme jejich okovy a odhoďme jejich pouta!“                                                          | Dirumpamus vincula eorum, et projiciamus a nobis jugum ipsorum.                                        |
| 4    | יוֹשֵׁ֣ב בַּשָּׁמַ֣יִם יִשְׂחָ֑ק אֲ֜דֹנָ֗י יִלְעַג־לָֽמוֹ                                  | Směje se ten, který na nebesích trůní, jsou Pánu k smíchu.                                                 | Qui habitat in caelis inridebit eos et Dominus subsannabit eos                                         |
| 5    | אָ֚ז יְדַבֵּ֣ר אֵלֵ֣ימוֹ בְאַפּ֑וֹ וּבַ֖חֲרוֹנ֥וֹ יְבַֽהֲלֵֽמוֹ                              | Potom k nim rozhorlen mluví, děsí je svým hněvem.                                                          | Tunc loquetur ad eos in ira sua et in furore suo conturbabit eos                                       |
| 6    | וַֽאֲנִֽי נָסַ֣כְתִּי מַלְכִּ֑י עַל־צִ֜יּ֗וֹן הַר־קָדְשִֽׁי                                | „Já jsem přece ustanovil svého krále na Siónu, na své svaté hoře!“                                         | Ego autem constitutus sum rex ab eo super Sion montem sanctum eius praedicans praeceptum eius          |
| 7    | אֲסַפְּרָ֗ה אֶ֫ל חֹ֥ק יְהֹוָ֗ה אָמַ֣ר אֵ֖לַי בְּנִ֣י אַ֑תָּה אֲ֜נִ֗י הַיּ֥וֹם יְלִדְתִּֽיךָ               | Vyhlásím Hospodinovo rozhodnutí, Pán mi řekl: „Ty jsi můj syn, já jsem tě dnes zplodil.                    | Dominus dixit ad me filius meus es tu ego hodie genui te                                               |
| 8    | שְׁאַ֚ל מִמֶּ֗נִּי וְאֶתְּנָ֣ה ג֖וֹיִם נַֽחֲלָתֶ֑ךָ וַֽ֜אֲחֻזָּֽתְךָ֗ אַפְסֵי־אָֽרֶץ                      | Požádej mě a dám ti v majetek národy, do vlastnictví končiny země.                                         | Postula a me et dabo tibi gentes hereditatem tuam et possessionem tuam terminos terrae                 |
| 9    | תְּרֹעֵֽם בְּשֵׁ֣בֶט בַּרְזֶ֑ל כִּכְלִ֖י יוֹצֵ֣ר תְּנַפְּצֵֽם                                 | Můžeš je roztlouci železným prutem, jako hliněnou nádobu je můžeš rozbít.“                                 | Reges eos in virga ferrea tamquam vas figuli confringes eos                                            |
| 10   | וְעַתָּה מְלָכִ֣ים הַשְׂכִּ֑ילוּ הִ֜וָּֽסְר֗וּ שֹׁ֣פְטֵי אָֽרֶץ                               | Nuže, králové, pochopte! Dejte si říci, vladaři země!                                                      | Et nunc reges intellegite erudimini qui iudicatis terram                                               |
| 11   | עִבְד֣וּ אֶת־יְהֹוָ֣ה בְּיִרְאָ֑ה וְ֜גִ֗ילוּ בִּרְעָדָֽה                                 | V bázni se podrobte Hospodinu, s chvěním ho poslouchejte,                                                  | Servite Domino in timore et exultate ei in tremore                                                     |
| 12   | נַשְּׁקוּ־בַ֡ר פֶּן־יֶאֱנַ֚ף \| וְתֹ֬אבְדוּ דֶ֗רֶךְ כִּֽי־יִבְעַ֣ר כִּמְעַ֣ט אַפּ֑וֹ אַ֜שְׁרֵ֗י כָּל־ח֥וֹסֵי בֽוֹ | aby se nerozhněval k vaší zhoubě, protože jeho hněv se roznítí rychle. Blaze všem, kdo se k němu uchylují! | Adprehendite disciplinam nequando irascatur Dominus et pereatis de via iusta                           |

## Užití v liturgii
Spis Šimuš Tehilim („Užití Žalmů“), jehož autorem je zřejmě židovský učenec Chaj Ga'on (939–1038), uvádí, že recitace 2. žalmu je prospěšná tomu, koho by mohla zastihnout na moři bouře.

## Užití v hudbě
Mezi významná hudební zpracování žalmu č. 2 patří díla těchto autorů:
- Thomas Tallis zhudebnil text druhého žalmu ve Why fum'th in sight (v rámci Melodií pro žaltář arcibiskupa Parkera, v originále Tunes for Archbishop Parker's Psalter, 1567)[p 1]
- Pierre Robert zhudebnil žalm ve formě velkého moteta pod názvem Quare fremuerunt gentes pro potřeby La Chapelle Royale (1684)
- Marc-Antoine Charpentier dvakrát latinsky jako velké moteto: H.168 (a H.168a, okolo r. 1675) a H.184 (okolo r. 1682)
- Jean-Baptiste Lully latinsky ve formě velkého moteta (1685)
- Michel Richard Delalande latinsky ve formě velkého moteta (1706)
- Georg Friedrich Händel použil text žalmu v rozsahu 1-9 verše v oratoriu Mesiáš (1741)